# Calodendrum eickii
Calodendrum eickii, es una rara especie de árbol perteneciente a la familia de las rutáceas. Es originario de  Tanzania y está estrechamente relacionado con la especie cultivada  Calodendrum capense.

## Distribución y hábitat
El árbol es un endemismo de los bosques de Juniperus en las montañas de West Usambara en el que está bajo la amenaza de la expansión comercial de las plantaciones de pino  y el desarrollo de la agricultura.

## Taxonomía
Calodendrum eickii fue descrita por Heinrich Gustav Adolf Engler y publicado en Botanische Jahrbücher für Systematik, Pflanzengeschichte und Pflanzengeographie, 32: 119, en el año 1902. Descripción original de Engler como Calodendron (sic) eckii .